# Martina Dalić
Martina Dalić rođ. Štimac (Velika Gorica, 12. studenoga 1967.), hrvatska ekonomistica, političarka i spisateljica. U Vladi Jadranke Kosor obnašala je dužnost ministrice financija (2010. – 2011.). U Vladi Andreja Plenkovića (2016. – 2018.) obnašala je dužnost potpredsjednice Vlade i ministrice gospodarstva, malog i srednjeg poduzetništva i obrta koju napušta zbog afere Hotmail kada je putem privatnog maila komunicirala sa stručnjacima koji su pisali Zakon, a kasnije ostvarili milijunske konzultantske ugovore.

## Životopis
Rođena je 12. studenoga 1967. godine u Velikoj Gorici, diplomirala (1990. ) je i magistrirala (1994. ) na Ekonomskom fakultetu u Zagrebu, a doktorirala 2012. na Ekonomskom fakultetu u Splitu. Po završetku fakulteta zaposlena je kao asistentica na katedri za organizaciju i menadžment, na Ekonomskom fakultetu u Zagrebu. 1995. postaje načelnica u Ministarstvu financija, a 1997. pomoćnica tadašnjeg ministra Borislava Škegre za makroekonomske analize i prognoze. 2000. postaje glavna ekonomistica PBZ-a. 2004. vraća se u ministarstvo financija kao državna tajnica. Godine 2004. bila je zamjenica predstavnika Vlade u Gospodarsko-socijalnom vijeću. Od ožujka 2005. do svibnja 2012. bila je član Pregovaračkog tima za pregovore o pristupanju RH Europskoj uniji u kojem je obavljala dužnost zamjenika glavnog pregovarača (2005. – 2008.) i vodila pregovore u poglavljima oporezivanje, carinska unija, financijske i proračunske odredbe i financijski nadzor.
Krajem 2010. godine premijerka Jadranka Kosor vrši rekonstrukciju Vlade te smjenjuje ministra financija Ivana Šukera. Martina Dalić preuzima njegovu funkciju koju obnaša do prosinca 2011. Na parlamentarnim izborima 2011. nosi HDZ-ovu listu u 7. izbornoj jedinici i postaje saborska zastupnica. 
Dana 22. rujna 2014. napustila je HDZ zato što vjeruje da njezina bivša stranka ne može spasiti Hrvatsku iz krize u kojoj se država nalazi još od 2009. godine. U otvorenom pismu javnosti je napisala: "Za mene je daljnje sudjelovanje u takvom okruženju nemoguće jer sam danas potpuno uvjerena da se stvari neće promijeniti. HDZ nema dovoljno snage niti odlučnosti iskoračiti izvan ustaljenih političkih obrazaca koji se svode na puko ponavljanje da je Vlada nesposobna, dnevno političko kritizerstvo i bavljenje prošlošću. U ekonomskom timu HDZ-a nema koordinacije, nema vodstva, nema jasnog smjera i konkretnog bavljenja stvarnim uzrocima ove dugotrajne krize. Hrvatska ne može podnijeti još jednu nepripremljenu vladu koja se bavi sama sobom i zadržava samo na površini problema."
Dana 19. listopada 2016. godine postaje potpredsjednica Vlade i ministrica gospodarstva, malog i srednjeg poduzetništva i obrta.
Udana je i majka je dvoje djece. Govori engleski jezik.
Krajem listopada 2018. godine izdaje svoju prvu knjigu pod nazivom Agrokor - slom ortačkog kapitalizma u 45 tisuća primjeraka koja se dijelila uz dnevne novine.
Dana 3. veljače 2021. preuzela je vodstvo koprivničke tvrtke Podravka na razdoblje do 22. veljače 2022. kada prestaje mandat Uprave.

## Vanjske poveznice
- Hrvatski sabor - Martina Dalić  Arhivirana inačica izvorne stranice od 10. prosinca 2017. (Wayback Machine)